# Parallelia subacuta
Parallelia subacuta là một loài bướm đêm trong họ Erebidae.